# Warka (gmina)
Warka (daw. miasto Warka + 3 gminy: Konary, Lechanice i Nowa Wieś) – gmina miejsko-wiejska w województwie mazowieckim, w powiecie grójeckim. W latach 1975–1998 gmina położona była w województwie radomskim.
Siedziba gminy to Warka. 
Według danych z 31 grudnia 2017 gminę zamieszkiwało 19 269 osób.
Gmina Warka znajduje się w rejonach największego regionu sadowniczego w Polsce. Położona jest na równinie Warszawskiej. Wzdłuż rzeki Pilicy na terenach gminy ma się znajdować projektowany Park Krajobrazowy Dolnej Pilicy.

## Struktura powierzchni
Według danych z roku 2017 gmina Warka ma obszar 202,3 km², w tym:
- użytki rolne: 78%
- użytki leśne: 12%

Gmina stanowi 14,54% powierzchni powiatu.

## Demografia

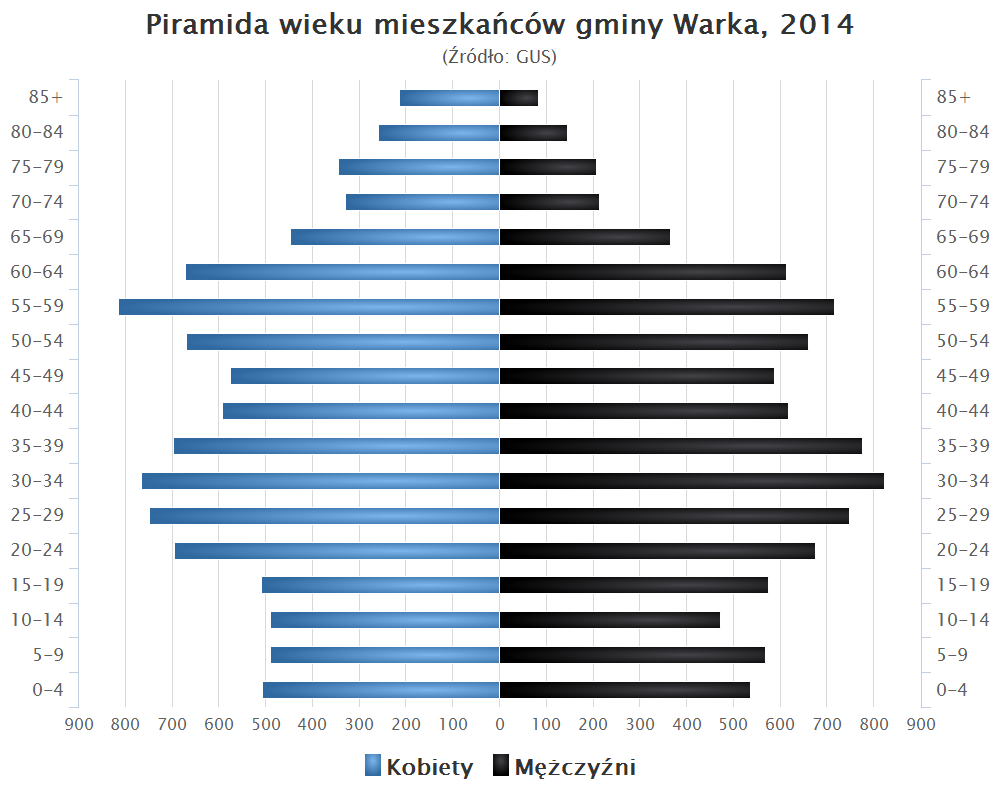
Piramida wieku mieszkańców gminy Warka w 2014 roku

Dane z 31 grudnia 2017:
| Opis                              | Ogółem | Ogółem | Kobiety | Kobiety | Mężczyźni | Mężczyźni |
| --------------------------------- | ------ | ------ | ------- | ------- | --------- | --------- |
| jednostka                         | osób   | %      | osób    | %       | osób      | %         |
| populacja                         | 19 269 | 100    | 9868    | 51,2    | 9401      | 48,8      |
| gęstość zaludnienia (mieszk./km²) | 95     | 95     | 48      | 48      | 47        | 47        |

## Sołectwa
Bończa, Borowe, Branków, Brzezinki, Budy Michałowskie, Budy Opożdżewskie, Dębnowola, Gąski, Gośniewice, Grażyna, Grzegorzewice, Gucin, Hornigi, Kalina, Kazimierków, Klonowa Wola, Konary, Krześniaków, Laski, Lechanice, Magierowa Wola, Michalczew, Michałów Dolny, Michałów Górny, Michałów-Parcele, Murowanka, Niwy Ostrołęckie, Nowa Wieś, Nowe Biskupice, Opożdżew, Ostrołęka, Ostrówek, Palczew, Palczew-Parcela, Piaseczno, Pilica, Podgórzyce, Prusy, Przylot, Stara Warka, Stare Biskupice, Wichradz, Wola Palczewska, Wrociszew, Zastruże.

## Pozostałe miejscowości
Dzielnice Warki: Bielany, Droga Wichradzka, Kolonia Gośniewska, Kolonia Laski, Niemojewice, Winiary.
Miejscowości wchodzące w obręb ww. sołectw: Gajówka Michałów, Nowa Ostrołęka, Oskardów, Paulin.

## Sąsiednie gminy
Białobrzegi, Chynów, Góra Kalwaria, Grabów nad Plilicą, Jasieniec, Magnuszew, Promna, Sobienie-Jeziory, Stromiec, Wilga